# Forlaget Oktober
Forlaget Oktober är ett norskt bokförlag som ägs av koncernen Aschehoug. De ger ut bland andra Dag Solstad, Jon Michelet, Kjersti Ericsson, Kjell Askildsen, Edvard Hoem och Espen Haavardsholm. Förlaget hade sin storhetstid när den norska 68-rörelsen var som störst.
Förlaget stiftades 1970 av personer som var medlemmar av den maoistiska organisationen SUF(m-l) med utgångspunkt i organisationens studieförbund, Sosialistisk Opplysningsråd. År 1973 övergick ägarskapet till det nybildade partiet AKP(m-l). År 1992 såldes de flesta aktierna i förlaget till Aschehoug på grund av ekonomiska problem. I dag äger H. Aschehoug & Co (W.Nygaard) 91 procent av Oktober.